# Hellmut-von-Gerlach-Gesellschaft
Die Hellmut-von-Gerlach-Gesellschaft wurde 1948, noch gesamtdeutsch, in Berlin gegründet. Sie trat als erste Deutsch-Polnische Gesellschaft als Erfahrung aus dem Zweiten Weltkrieg für eine Verständigung mit dem Nachbarvolk ein. Die Gründer der Gesellschaft kamen aus den unterschiedlichsten Gesellschaftsschichten. Nach der Gründung zweier Deutscher Staaten 1949 bestand die Gesellschaft in der DDR weiter. Für die Bundesrepublik Deutschland wurde die Hellmut-von-Gerlach-Gesellschaft 1950 in Düsseldorf neu gegründet. Ihr Gründungsvorsitzender war General a. D. Hanns von Rohr.
Namensgeber beider Gesellschaften war der deutsche Publizist und Politiker Hellmut von Gerlach. 1918/1919 war Gerlach Unterstaatssekretär im preußischen Innenministerium. In diesem Amt setzte er sich für die deutsch-polnische Aussöhnung ein und war infolgedessen heftigen Anfeindungen ausgesetzt.
1951 klagte die konservative Familie von Gerlachs, der 1935 im Exil in Paris verstorben war, gegen die Namensverwendung in beiden Staaten. Die Gesellschaften änderten ihren Namen in "Gesellschaft für Kultur- und Wirtschaftsaustausch mit Polen – Deutsch-Polnische Gesellschaft".
In der DDR wurde die Gesellschaft 1953 durch Umgründung und Änderung des Aufgabenbereichs quasi aufgelöst. Teile der Gesellschaft gingen in der späteren Liga für Völkerfreundschaft auf. Allerdings waren alle Bemühungen, im Rahmen der Liga wieder eine Deutsch-Polnische Gesellschaft zu gründen, erfolglos.
Erst im April 1990 entstand, initiiert von Mitgliedern der früheren Hellmut-von-Gerlach-Gesellschaft, in der DDR die "Deutsche Gesellschaft für gute Nachbarschaft zu Polen".
In der Bundesrepublik Deutschland nahm die Gesellschaft auf Wunsch Polens den Namen „Deutsch-Polnische Gesellschaft der Bundesrepublik Deutschland“ an, um auch die Gründung einer „Deutsch-Polnischen Gesellschaft der DDR“ zu ermöglichen; hierzu ist es jedoch auf Grund des Widerstandes der politischen Führung in der DDR nie gekommen.